# Aucey-la-Plaine

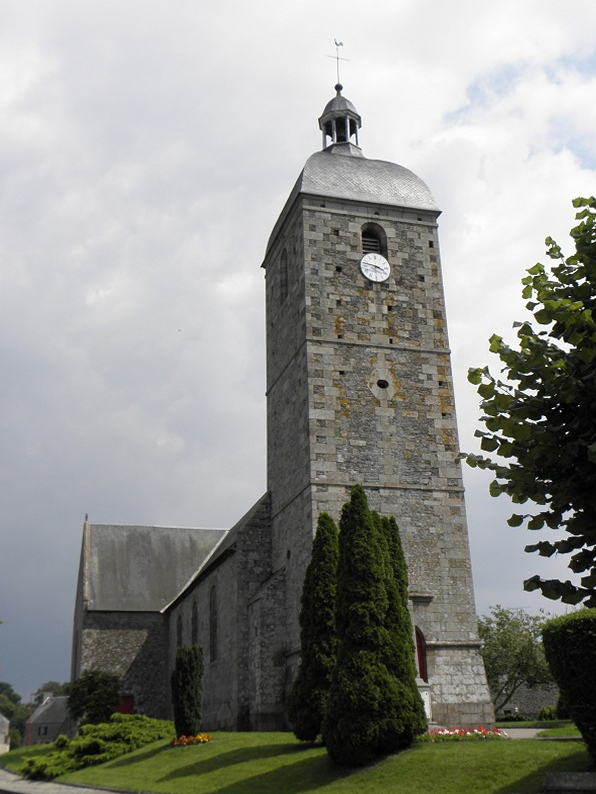
Kerk

Aucey-la-Plaine is een gemeente in het Franse departement Manche (regio Normandië) en telt 362 inwoners (1999). De plaats maakt deel uit van het arrondissement Avranches.

## Geografie
De oppervlakte van Aucey-la-Plaine bedraagt 9,3 km², de bevolkingsdichtheid is 38,9 inwoners per km².
De onderstaande kaart toont de ligging van Aucey-la-Plaine met de belangrijkste infrastructuur en aangrenzende gemeenten.

## Demografie
Onderstaande figuur toont het verloop van het inwonertal (bron: INSEE-tellingen).

1. ↑  Populations de référence 2022.